# Baradadivi
Baradadivi (nep. बरदादिभी) – gaun wikas samiti w zachodniej części Nepalu w strefie Seti w dystrykcie Achham. Według nepalskiego spisu powszechnego z 2011 roku liczył on 833 gospodarstwa domowe i 4452 mieszkańców (2430 kobiet i 2022 mężczyzn).